# TUBA1C
La cadena de tubulina alfa-1C es una proteína que en humanos está codificada por el gen TUBA1C.